# Гости из Галактики
«Гости из Галактики» (сербохорв. Gosti iz galaksije, чеш. Monstrum z galaxie Arkana) — фантастический фильм 1981 года, пародия на триллер производства Югославии и Чехословакии, созданный югославским режиссёром Душаном Вукотичем.

## Сюжет
НФ-писатель Роберт работает портье в гостинице в приморском курорте.
Однажды его выдумки материализируются. Таким образом в курорте появляются приезжие из космоса. Чудовища считают Роберта своим повелителем, но они не мягкие.

## В ролях
- Жарко Поточняк — Роберт
- Люси Жулова — Биба
- Ксения Прохаска — Андра
- Рене Битораяц — Тарго
- Ясминка Алич — Улю
- Любиша Самарджич — Тони
- Вацлав Штекл — психиатр
- Хермина Пипинич — мать Стелы
- Хелена Ружичкова — тётя Шварцова
- Петр Дрозда — Муму
- Карел Аугуста — отец Стелы
- Звонко Лепетич — сторож
- Эдо Перочевич — редактор
- Ивана Андрлова — Габи
- Цвета Месич — Цецилия
- Маркета Фишерова — Стела
- Вера Календова — Папова
- Дана Главачова — женщина
- Вацлав Штерцл — книготорговец
- Богуслав Купшовский — аккордеонист
- Зденка Бурдова — Адела
- Итка Зеленогорская — Леля